# Lotta Lundberg

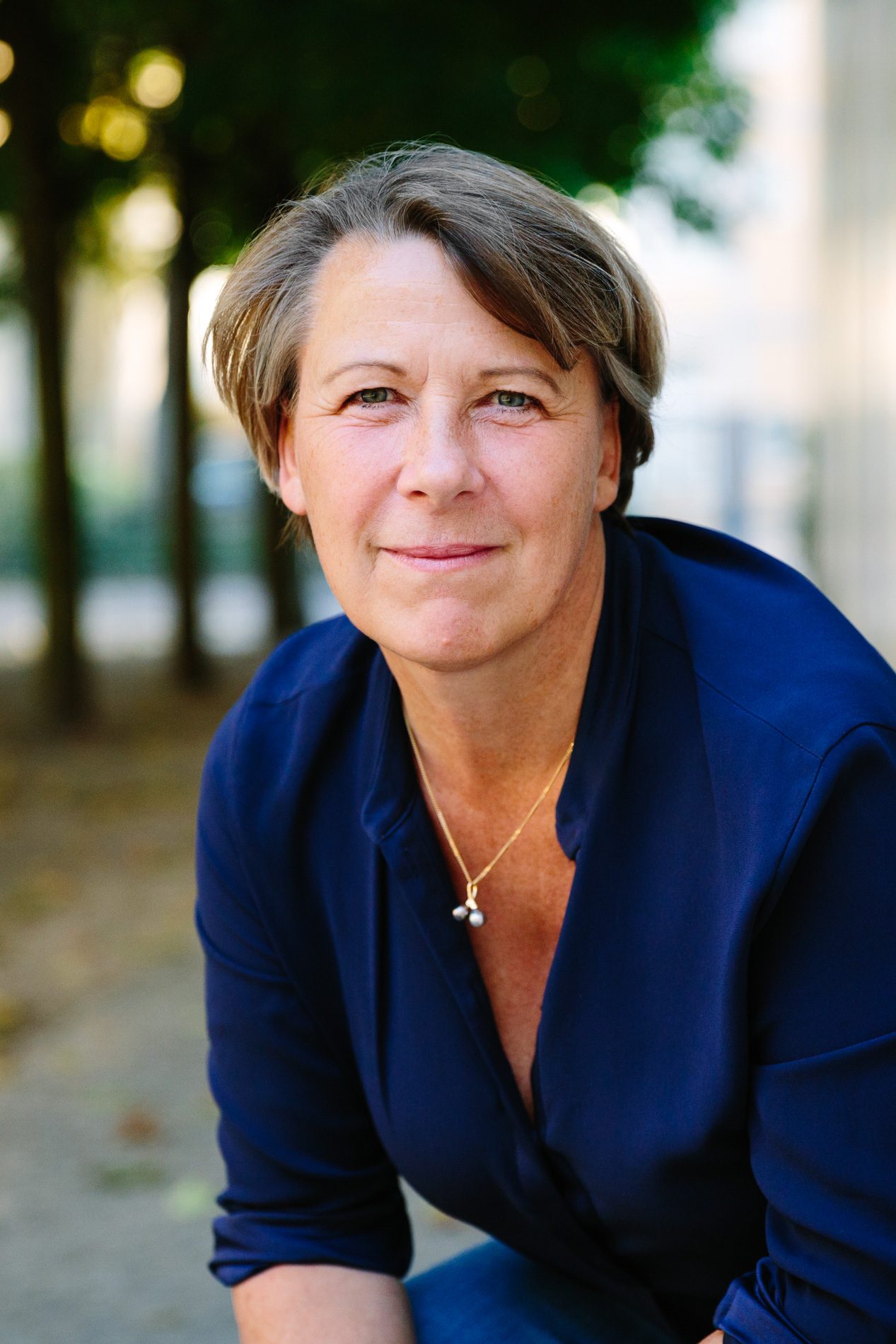
Lotta Lundberg (2018)

Lotta Lundberg (* 11. Dezember 1961 in Uppsala, Schweden) ist eine schwedische Schriftstellerin.

## Leben
Lotta Lundberg, geboren 1961 in Uppsala, studierte Politikwissenschaften und lebt seit 2004 in Berlin. Sie schreibt für das Feuilleton verschiedener schwedischer Tageszeitungen. Ihr Debütroman Låta sig hända erschien 1998 im schwedischen Albert Bonniers Verlag. Für ihren letzten Roman Ön (2011) war Lundberg für den renommierten Romanpreis des Schwedischen Radios nominiert. Für ihren sechsten Roman Timme noll wurde sie 2015 damit ausgezeichnet. Unter dem Titel Zur Stunde null wurde er schließlich als ihr erster Roman ins Deutsche übersetzt.
Lundberg spricht fließend Deutsch.

## Werke
- Låta sig hända, Roman, Albert Bonniers Verlag, Schweden 1998.
- Färdas på en blick, Roman, Albert Bonniers Verlag, Schweden 2001.
- Allt jag vill ha, Roman, Albert Bonniers Verlag, Schweden 2003.
- Skynda, kom och se, Roman, Albert Bonniers Verlag, Schweden 2006.
- Visklek, Essays, Bokförlaget Cordia, Schweden 2011.
- Ön, Roman, Verlag Natur och Kultur, Schweden 2012.
- Timme noll, Roman, Verlag Natur och Kultur, Schweden 2014.
  - Zur Stunde null. Übersetzung Nina Hoyer. Hamburg : Hoffmann und Campe, 2015, ISBN 978-3-455-40521-7.
- Skynda, kom och se. 
  - Sternstunde. Übersetzung Nina Hoyer. Hamburg : Hoffmann und Campe, 2016, ISBN 978-3-455-40558-3.